# Андрійчук Петро Олександрович
Петро́ Олекса́ндрович Андрійчу́к (нар. 17 січня 1958, м. Борщів, Тернопільська область) — український диригент, композитор. Член НЛУК (1999). Заслужений працівник культури України (1992). Професор (1999).

## Життєпис
У 1973—1977 навчався у Тернопільському музичному училищі. Закінчив Київську консерваторію (1982). Серед вчителів Петра Андрійчука — Іван Кучер, Володимир Суржа тощо.
Від 1979 — концертмейстер, від 1992 — художній керівник, головний диригент народного ансамблю пісні й танцю України «Дарничанка». Від 1989 — викладає у Київському національному університеті культури і мистецтв.
Гастролював у країнах СНД, країнах Балтії, Польщі, Румунії, Югославії, Чехії, Словаччині, Великій Британії, Франції, Хорватії.
Автор обробок і аранжувань українських народних пісень для хору та вокальних ансамблів, пісень на слова українських поетів. Упорядник і музичний редактор збірки пісень «Дорога до мами» (Т., 2002), куди ввійшли твори на слова тернопільських поетів Василя Дерія, Ганни Костів-Гуски та інших.
З 1992 року — художній керівник, диригент заслуженого народного ансамблю пісні і танцю України «Дарничанка». 1999 — Професор Київського національного університету культури та мистецтв.

## Громадська діяльність
Веде активну громадську та доброчинну діяльність. Член ради Міжнародного доброчинного фонду «Українська хата» (1997). Співголова журі Всеукраїнського фестивалю мистецтв «Майбутнє України — діти!» та Міжнародного фестивалю культури «Гребінчині вечорниці» (2017).
Член Національної спілки журналістів України (2000).
Секретар Національної всеукраїнської музичної спілки (2007).
З 2017 р.- голова Київського обласного відділення Всеукраїнського хорового товариства імені М. Леонтовича.
Голова Національної всеукраїнської музичної спілки (2023).

## Творчий доробок
Автор наукових статей та публіцистики.

### Основні друковані праці
- З піснею у серці : [про соліста хору «Дарничанка» Григорія Гребініченка] // Робітнича трибуна. — 1992. — 10 берез. — С. 1.
- Вік зрілості і надбань : [про Тернопільське музичне училище] // Культура і життя. — 1998. — 22 лип. — С. 3.
- Берегиня : [Театр українського фольклору «Берегиня»] // Культура і життя. — 1999. — 9 жовт. — С. 2.
- Окрилений піснею [Олександр Іванов]  // Хата: газета. — 1999. — № 3 (58). — С. 2.
- Незважаючи на примхи природи… // Урядовий кур'єр. — 2000. — 8 груд. — С. 2.
- Анатолій Пашкевич як явище в українській пісенній творчості / Петро Андрійчук // Народна творчість та етнографія. — 2005. — № 4. — С. 63—66 : фот.
- Свято хорового мистецтва : [до 35-річчя народного академічного жіночого хору обласного центру народної творчості та Миколаївського коледжу культури і мистецтва] // Укр. муз. газета. — 2010. — № 4. — С. 8.

## Нагороди і відзнаки
- 1992 — удостоєний почесного звання «Заслужений працівник культури України»
- 2008 —  кавалер ордена «За заслуги» 3-го ступеня
- 2013 — Лауреат Міжнародної премії «За доброчинність»  МДФ «Українська хата».